# Dominicaanse Republiek op de Olympische Zomerspelen 1968
De Dominicaanse Republiek nam deel aan de Olympische Zomerspelen 1968 in Mexico-Stad, Mexico. Ook tijdens de tweede olympische deelname werd geen medaille gewonnen.

## Deelnemers en resultaten
(m) = mannen, (v) = vrouwen 

### Atletiek
| Olympiër                                                    | Onderdeel       | Resultaat | Prestatie                |
| ----------------------------------------------------------- | --------------- | --------- | ------------------------ |
| Porfirio Veras                                              | 100m (m)        | 35e       | serie 2: 5de in 10,51    |
| Alberto Torres                                              | 200m (m)        | 42e       | serie 6: 5de in 21,99    |
| Porfirio Veras                                              | 200m (m)        | 39e       | serie 4: 6de in 21,53    |
| José L'Oficial                                              | 400m (m)        | 45e       | serie 6: 7de in 41,93    |
| José L'Oficial                                              | 800m (m)        | 37e       | serie 4: 7de in 1.55,6   |
| Miguel Núñez                                                | 1500m (m)       | 51e       | serie 2: 10de in 4.23,67 |
| Radhames Mora                                               | 110m horden (m) | 33e       | serie 5: 7de in 16,8     |
| Luis Soriano Alberto Torres Rafael Domínguez Porfirio Veras | 4x100m (m)      | 19e       | serie 1: 7de in 41,4     |
| Rolando Gómez Jose L'Oficial Radhames Mora David Soriano    | 4x400m (m)      | 19e       | serie 1: 5de in 3.19,42  |

### Boksen
| Olympiër         | Onderdeel   | Resultaat | Prestatie                                                                        |
| ---------------- | ----------- | --------- | -------------------------------------------------------------------------------- |
| Ignacio Espinal  | -48kg (m)   | 17e       | 1ste ronde: V van ARG Urretavizcaya: walk-over                                   |
| Martín Puello    | -60kg (m)   | 17e       | 1ste ronde: vrij 2de ronde: V van VEN Mendoza: scheidsrechterlijke beslissing    |
| Donato Cartagena | -63,5kg (m) | 17e       | 1ste ronde: vrij 2de ronde: V van USA Wallington: scheidsrechterlijke beslissing |

### Gewichtheffen
| Olympiër    | Onderdeel   | Resultaat | Prestatie      |
| ----------- | ----------- | --------- | -------------- |
| Ramón Silfa | -67,5kg (m) | DNF       | niet gefinisht |
| José Pérez  | -82,5kg (m) | 22e       | 350kg          |

### Schietsport
| Olympiër        | Onderdeel | Resultaat | Prestatie  |
| --------------- | --------- | --------- | ---------- |
| Luis Santana    | skeet     | 52e       | 57 punten  |
| Riad Yunes      | skeet     | 48e       | 170 punten |
| Domingo Lorenzo | trap      | 55e       | 124 punten |

### Schoonspringen
| Olympiër       | Onderdeel    | Resultaat | Prestatie    |
| -------------- | ------------ | --------- | ------------ |
| Salvador Pérez | 3m plank (m) | DNS       | niet gestart |

### Worstelen
| Olympiër       | Onderdeel   | Resultaat   | Prestatie                                                   |
| Vrije stijl    | Vrije stijl | Vrije stijl | Vrije stijl                                                 |
| -------------- | ----------- | ----------- | ----------------------------------------------------------- |
| José Defran    | -52kg (m)   | 21e         | 1ste ronde: V van IRI Ghorbani 2de ronde: V van USA Sanders |
| Onésimo Rufino | -63kg (m)   | 21e         | 1ste ronde: V van KOR Choi 2de ronde: V van JPN Kaneko      |

Afghanistan · Algerije · Amerikaanse Maagdeneilanden · Argentinië · Australië · Bahama's · Barbados · België · Bermuda · Birma · Bolivia · Bondsrepubliek Duitsland · Brazilië · Brits-Honduras · Bulgarije · Canada · Centraal-Afrikaanse Republiek · Ceylon · Chili · Colombia · Congo-Kinshasa · Costa Rica · Cuba · Denemarken · Dominicaanse Republiek · Duitse Democratische Republiek · Ecuador · El Salvador · Ethiopië · Fiji · Filipijnen · Finland · Frankrijk · Ghana · Griekenland · Groot-Brittannië · Guatemala · Guinee · Guyana · Honduras · Hongarije · Hongkong · Ierland · IJsland · India · Indonesië · Irak · Iran · Israël · Italië · Ivoorkust · Jamaica · Japan · Joegoslavië · Kameroen · Kenia · Koeweit · Libanon · Libië · Liechtenstein · Luxemburg · Madagaskar · Maleisië · Mali · Malta · Marokko · Mexico · Monaco · Mongolië · Nederland · Nederlandse Antillen · Nicaragua · Nieuw-Zeeland · Niger · Nigeria · Noorwegen · Oeganda · Oostenrijk · Pakistan · Panama · Paraguay · Peru · Polen · Portugal · Puerto Rico · Roemenië · San Marino · Senegal · Sierra Leone · Singapore · Soedan · Sovjet-Unie · Spanje · Suriname · Syrië · Taiwan · Tanzania · Thailand · Trinidad en Tobago · Tunesië · Turkije · Tsjaad · Tsjecho-Slowakije · Uruguay · Venezuela · Verenigde Arabische Republiek · Verenigde Staten · Vietnam · Zambia · Zuid-Korea · Zweden · Zwitserland